# Alois Margreiter
Alois Margreiter (* 21. Jänner 1956 in Innsbruck) ist ein österreichischer Politiker (ÖVP) und Betriebsberater. Von 2013 bis 2022 war er Abgeordneter zum Tiroler Landtag.

## Ausbildung und Beruf
Margreiter besuchte von 1962 bis 1971 die Volks- und Hauptschule in Reith im Alpbachtal und absolvierte zwischen 1971 und 1976 die Höhere Bundeslehranstalt für alpenländische Landwirtschaft in Ursprung-Elixhausen. Nach der Matura begann Margreiter 1977 seine Tätigkeit als Wirtschaftsberater bei der Bezirkslandwirtschaftskammer Imst. Im März 1981 legte er die Befähigungsprüfung für den landwirtschaftlichen Lehr- und Förderungsdienst an der Agrarpädagogischen Akademie in Wien ab. Von 1981 bis 2013 war er als Wirtschafts- und Betriebsberater bei der Bezirkslandwirtschaftskammer in Kufstein tätig.

## Politik
Margreiter zog 1992 in den Gemeinderat der Gemeinde Breitenbach am Inn  ein und wurde zum Vizebürgermeister gewählt. Im Jahr 2003 erfolgte die Wahl zum Bürgermeister. In dieser Funktion übernahm er diverse Führungsaufgaben in verschiedenen Verbänden und Vereinigungen. Unter anderem ist er Vorstandsmitglied im Krankenhausverband Kufstein, beim Leaderverein Mittleres Unterinntal und beim Verein Museum Tiroler Bauernhöfe. Seit 2006 ist Margreiter zudem Bezirksparteiobmann-Stellvertreter. Bei der Tiroler Landtagswahl am 28. April 2013 führte Margreiter die Kufsteiner Bezirksliste der Tiroler Volkspartei an und wurde direkt in den Landtag gewählt. Mit 5682 Vorzugsstimmen erhielt Margreiter tirolweit die meisten Vorzugsstimmen auf Bezirksebene.
Nach einer Autofahrt, bei der er unter Alkoholeinfluss stand, trat er Anfang Juli 2017 als Verkehrssprecher der VP zurück.

## Privates
Margreiter ist seit 1984 verheiratet und Vater einer Tochter.

## Auszeichnungen
- 2022: Ehrenzeichen in Gold des Verdienstordens der Heiligen Rupert und Virgil[2]

- 2022: Ernennung zum Ehrenbürger der Gemeinde Breitenbach am Inn